# Комеріо
Комеріо (італ. Comerio) — муніципалітет в Італії, у регіоні Ломбардія,  провінція Варезе.
Комеріо розташоване на відстані близько 540 км на північний захід від Рима, 55 км на північний захід від Мілана, 8 км на захід від Варезе.
Населення — 2784 особи (2014).
Покровитель — Santi Ippolito, Cassiano e Celso.

## Демографія
Населення за роками:

Станом на 1 січня 2023 року в муніципалітеті офіційно проживали 254 іноземці з 52 країн, серед них 106 громадян країн Євросоюзу та 13 громадян України.

## Сусідні муніципалітети
- Барассо
- Кастелло-Каб'яльйо
- Кувіо
- Гавірате